# Pavonia strictiflora
Pavonia strictiflora är en malvaväxtart som först beskrevs av William Jackson Hooker, och fick sitt nu gällande namn av G.L. Esteves. Pavonia strictiflora ingår i släktet påfågelsmalvor, och familjen malvaväxter. Inga underarter finns listade i Catalogue of Life.

## Bildgalleri

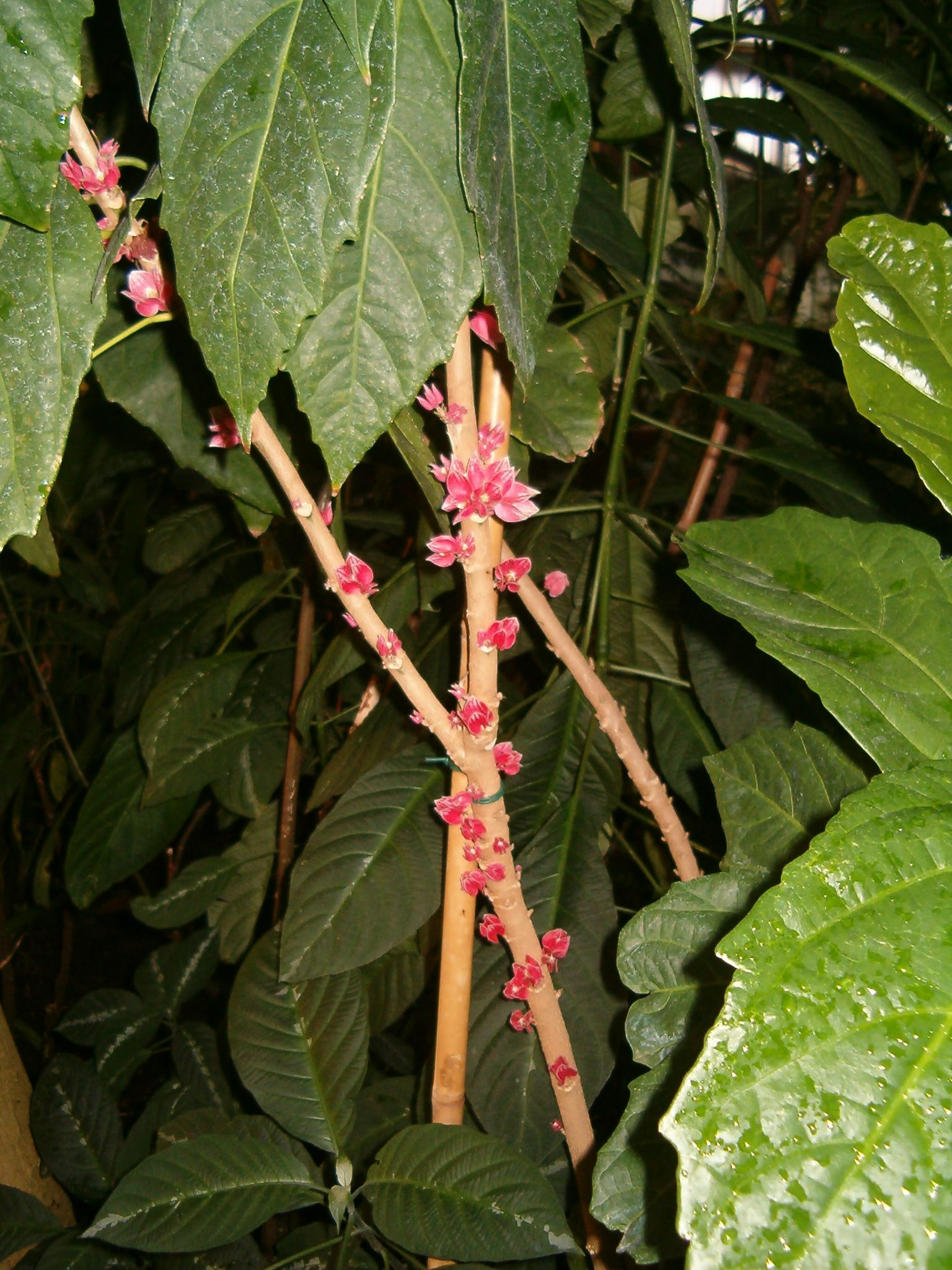
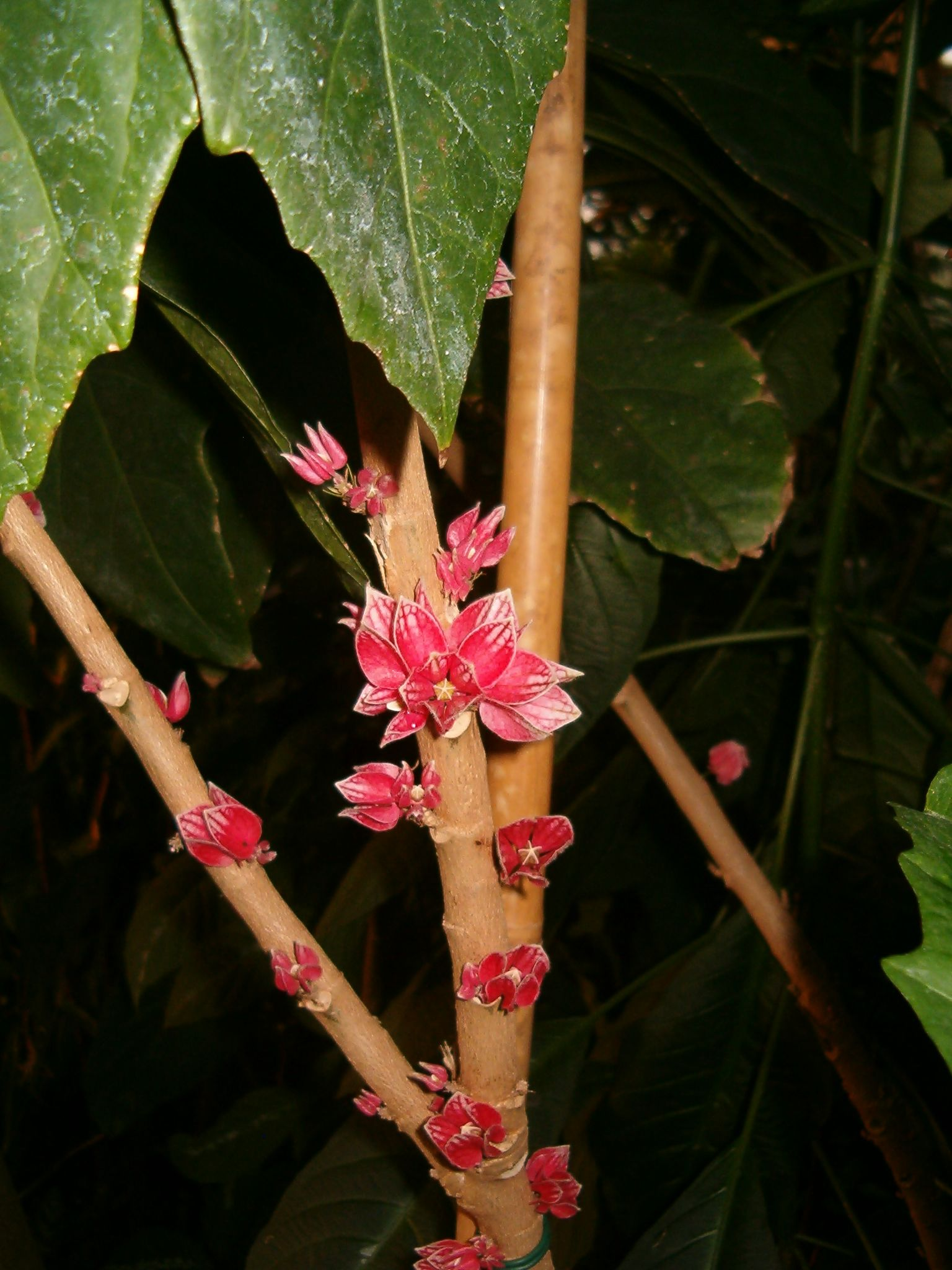
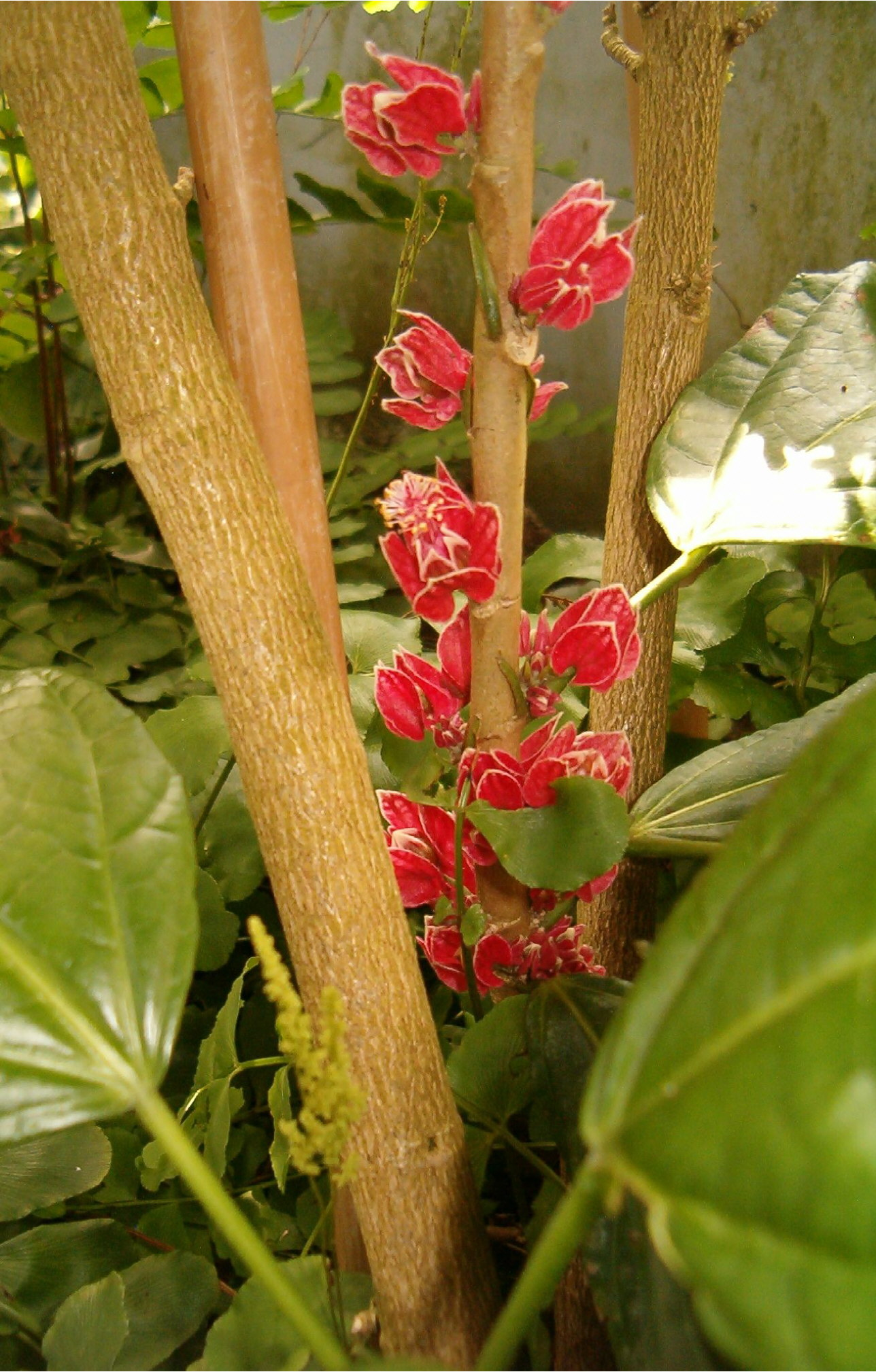
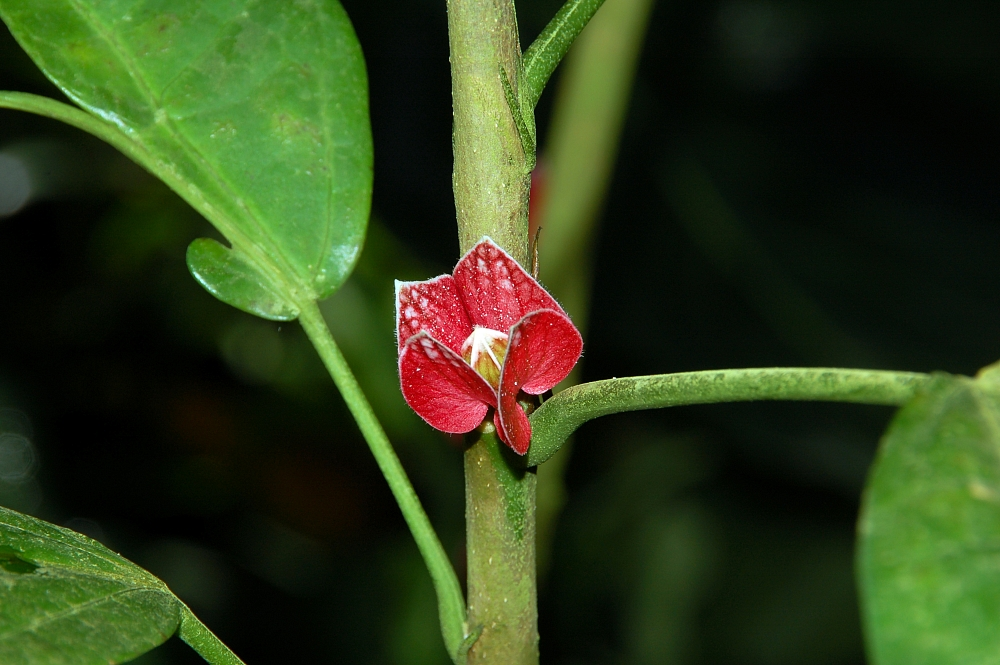
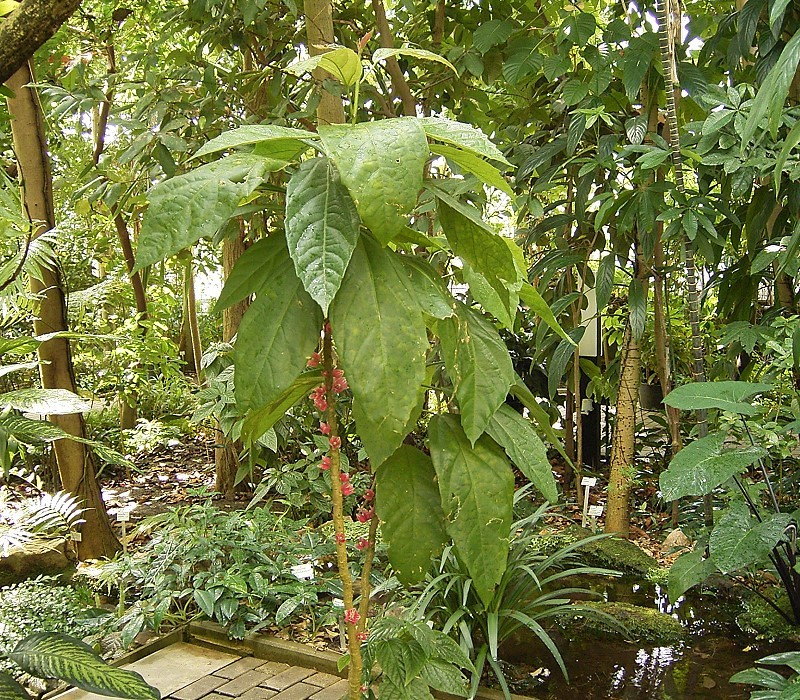
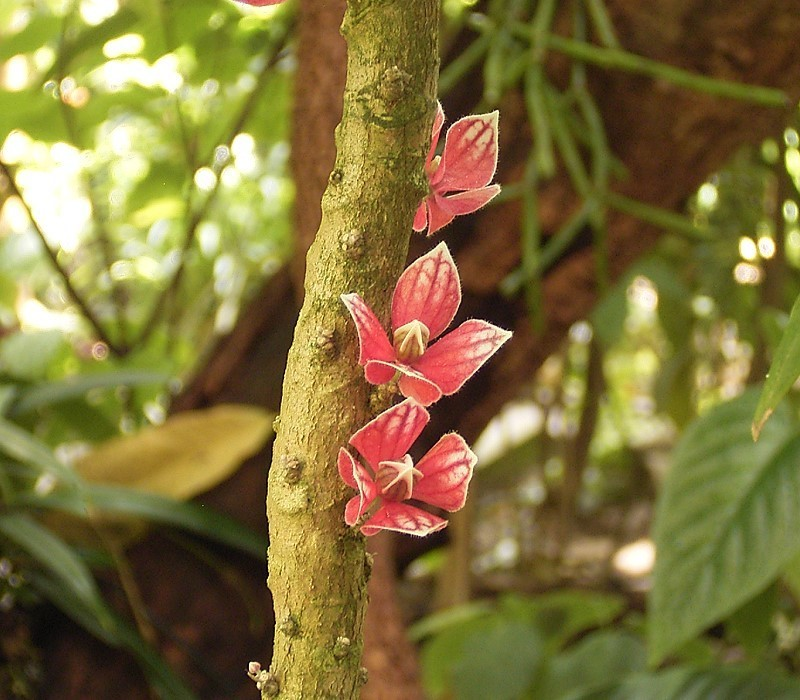